# Krasimir Dounev
Krasimir Dounev (Bulgaria) es un gimnasta artístico zado suizo, subcampeón del mundo en 1996 en el ejercicio de barra horizontal.

## 1996
En el Mundial celebrado en San Juan (Puerto Rico) gana la plata en la prueba de barra fija u horizontal, por detrás del español Jesús Carballo (oro) y por delante del bielorruso Vitaly Scherbo (bronce).